# Quân chủ Đan Mạch
Chế độ quân chủ của Đan Mạch là một chế độ chính trị đang hiện hành theo Hiến pháp và có hệ thống tổ chức ở Vương quốc Đan Mạch. Lãnh thổ của Đan Mạch hiện nay không chỉ bao gồm chính quốc (tức Đan Mạch), mà còn thêm các khu tự trị như Greenland và Quần đảo Faroe. Chế độ quân chủ hiện tại của Đan Mạch được đại diện bởi Nữ hoàng Margrethe II, người kế thừa ngôi vua Đan Mạch hợp pháp sau khi vua cha Frederik IX băng hà ngày 14 tháng 1 năm 1972. Theo truyền thống, tên "ngai vua" (regnal names) ở Đan Mạch được cấu trúc theo cố định là: tên niên hiệu vua + tôn giáo (cụ thể là "Ki-tô giáo"). Nữ hoàng cai trị hiện nay ở nước này là một tín đồ Thiên Chúa (hay Ki-tô hữu), người kế thừa trong tương lại sẽ là Thái tử Frederik.
Chế độ quân chủ Đan Mạch hoạt động chủ yếu theo Hiến pháp, trong đó vua được gọi là "Konge" (quốc vương). Vua sẽ thực hiện các công việc về nghi lễ, ngoại giao và các việc khác; còn các việc quan trọng liên quan đến điều hành quốc gia sẽ do Thủ tướng Đan Mạch đảm nhiệm, vua giữ vai trò cố vấn và bị giới hạn một số quyền nhất định. Các quốc vương Đan Mạch không tham gia đảng phái nào, nhưng có quyền quyết định bổ nhiệm Thủ tướng và nội các mới.
Vương quốc Đan Mạch được thống nhất vào thế kỷ X bởi quốc vương người Viking là Gorm "Già" và con trai kế vị Harald I Bluetooth, phát triển mạnh và duy trì ở một thời gian rất lâu (thế kỷ X - hiện nay). Nguyên tắc bầu chọn quốc vương lúc đầu là "tự chọn" người có tài đức lên kế vị, trường hợp cha truyền - con nối ít xảy ra. Chế độ cha truyền - con nối chính thức xác lập thời Frederick III (thế kỷ XVII), khi ông băng hà, truyền ngôi cho con mà không "tự chọn" như các vua trước. Việc xác lập chế độ quân chủ lập hiến ở Đan Mạch chính thức xuất hiện sau bão táp cách mạng năm 1848, khi Hiến pháp Đan Mạch được soạn thảo và ban hành năm 1849. Hiến pháp quy định, quốc vương chỉ có quyền về nghi lễ, tôn giáo (và một số việc khác), các viec liên quan tới chính trị và quản lý đất nước sẽ giao cho Quốc hội. Các dòng hoàng gia Đức như Schleswig-Holstein, Na-uy và Hy Lạp gia nhập vào dòng quân chủ Đan Mạch Oldenburg, làm Vua mất quyền chuyên chế, mà phải chia sẻ cho nhiều lực lượng khác nhau trong triều đình. Hiện tại, Nữ hoàng Margrethe II đã trở thành nữ quốc vương thứ hai của Đan Mạch sau tổ phụ Margrethe I, người cai trị các nước Scandinavian trong 1375-1412, trong Liên minh Kalmar.

## Lịch sử
1. Thời tiền vương quốc:

Chế độ quân chủ Đan Mạch tồn tại hơn 1.000 năm, làm cho nó trở thành chế độ quân chủ tồn tại lâu thứ tư trên thế giới, sau Hoàng gia Nhật Bản và một số nhà nước quân chủ lâu đời nhất ở châu Âu còn tồn tại (Anh, Thụy Điển, Tây Ban Nha....). Nhà nước quân chủ Đan Mạch được khai sinh bởi quốc vương Gorm "Già", con trai của Harthacnut, người đã trị vì trong những năm đầu thế kỷ 10.
Người Đan Mạch đã thống nhất đất nước và theo đạo Thiên Chúa từ năm 965 bởi quốc vương Harald I "Răng xanh" (Bluetooth), sự kiện đó được ghi trong các bia ký viết bằng chữ đá Jelling. Dù không tin được sự chính xác của nguồn tư liệu trên, nhưng điều đó có thể được chứng minh bởi các cuộc xâm lược mở rộng lãnh thổ từ Hedeby, qua Jutland, đảo Đan Mạch và vào miền nam ngày nay là Thụy Điển; Scania và có lẽ Halland. Hơn nữa, bia ký chữ Jelling trên đá cũng chứng thực Harald cũng "giành" Na Uy.  Là con trai của Harald, Sweyn I Forkbeard (Svend I "Râu chẻ đôi") gắn kết một loạt các cuộc chiến tranh xâm lược nước Anh; và cuộc xâm lược này được hoàn thành bởi con trai của Svend, Knud II Đại đế vào giữa thế kỷ XI. Triều đại Knud II Đại đế được xem là đỉnh cao của Đan Mạch thời đại Vikings: lãnh thổ rộng lớn, gồm Đan Mạch (1018), Na Uy (1028), Anh (1035); và có các hoạt động quấy phá vùng ven biển phía đông nước Đức
Vị vua cuối cùng là hậu duệ của Valdemar IV, Christopher III của Đan Mạch, đã chết trong 1448. Sau đó, Christian của Oldenburg là hậu duệ của Richeza (dì ruột của Valdemar IV), đã được chọn làm người kế nhiệm quốc vương Đan Mạch, dưới niên hiệu Christian I.
2. Tuyệt đối
Tuy nguyên tắc bầu chọn quốc vương vẫn là "tự chọn", nhưng thực tế chỉ có con trai cả mới được kế ngôi vua cha. Thời Frederick III, nhà vua ban hành Luật Kongeloven (hay còn gọi là Luật Lex Regia) có hiệu lực từ ngày 14 tháng 11 năm 1665 và được công bố rộng rãi vào năm 1709. Theo đó, những người kế vị ngai vàng phải là hậu duệ của vua Đan Mạch Frederik; danh sách kế vị sẽ ghi theo luật Salic (nam trước-nữ sau, giữa các anh chị em theo thứ tự lớn trước nhỏ sau; và giữa các hậu duệ thay thế dòng xa của Vua Frederick III theo thứ tự dòng họ lớn trước, dòng họ nhỏ sau...). Với đạo luật này, nhà nước quân chủ Đan Mạch sẽ theo cha truyền - con nối; con trai trưởng sẽ kế vị vua cha (Nghị định Hoàng gia 1665).
3. Kỳ hiến pháp
 Ngày 5/6/1849, dưới ảnh hưởng của cách mạng năm 1848, Quốc hội thông qua Hiến pháp mới xây dựng chế độ quân chủ lập hiến cho Đan Mạch.
Các vị vua Đan Mạch của dòng họ Oldenburg, truyền tới thời vua Frederick VII lại có vấn đề xảy ra. Vị vua này cưới 3 hoàng hậu, nhưng không bà nào có con nên khi vua mất, không có ai nối dõi. Điều đó dẫn tới mâu thuẫn và tranh chấp quyền kế vị ngôi vua giữa các công quốc - nhất là công quốc như Schleswig, Holstein hay Lauenburg. Để thống nhất, Nghị định thư London ký năm 1852 về sửa đổi về luật kế vị của các công quốc ở lưu vực sông Elbe. Theo đó, Công tử Christian của Schleswig-Holstein-Sonderburg-Glücksburg sẽ trở thành người kế vị ngai vàng của Vương quốc Đan Mạch cũng như của các công quốc Schleswig, Holstein và Lauenburg, mặc dù ông không phải là con trai của Đức vua tiền nhiệm. Hoàng tử Christian của Glücksborg lên ngôi chính thức vào ngày 15 Tháng 11 năm 1863 với hiệu là Christian IX, là vị vua đầu tiên của Đan Mạch của họ Glücksborg, một chi nhánh của dòng họ Hạ Oldenburg. Christian trở thành vị vua uy quyền nhất châu Âu, khi ông ta sở hữu mối quan hệ rộng rãi với các triều đại đang cầm quyền ở Âu châu: con gái Alexandra kết hôn Edward VII của Vương quốc Anh; công chúa Dagmar cưới Alexander III của Nga và Công chúa Thyra cưới Thái tử Ernst August của Hanover. Con trai của ông, Vilhelm đã trở thành George I của Hy Lạp; cháu nội của ông là Carl trở thành vua Haakon VII của Na Uy. Cho đến ngày nay, các dong họ Hoàng gia Đan Mạch vẫn còn cai trị hầu hết các triều đại ở các nước châu Âu khác.
Các sửa đổi trên vẫn còn có hiệu lực đến hàng trăm năm sau, cho đến khi Đạo luật Salic được sửa đổi ngày 27/3/1953 quy định về quyền ưu tiên kế vị dành cho nam giới (nghĩa là nữ giới sẽ chỉ có quyền được kế vị ngai vàng khi họ không có anh em trai). Năm 2009, những quy định về luật kế vị lại một lần nữa được sửa đổi, theo đó, các công chúa sẽ được xếp trước các em trai của mình trong danh sách kế vị.

## Hiến pháp và vai trò chính thức
Theo Hiến pháp Đan Mạch, Quốc vương là người đứng đầu quốc gia, cố vấn điều hành và là người thực hiện các nghi lễ, tôn giáo, quyền lập pháp. Hoàng gia Đan Mạch vẫn giữ quyền bổ nhiệm hoặc bãi miễn chức vụ Thủ tướng. Như một nhà sử học nói, chính phủ Đan Mạch có thể bổ sung, cấu trúc thêm một hoặc nhiều bộ trưởng nội các để trở thành luật (Hiến pháp, III, 14). Vua Christian X là quốc vương Đan Mạch cuối cùng cho sa thải hàng loạt các bộ trưởng trong chính phủ vào ngày 28/3/1920 làm dấy sự chống đối của nhân dân trong Lễ Phục sinh năm 1920. Vua nắm toàn quyền quyết định mọi việc; chẳng hạn như bầu cử các bộ trưởng trong nội các, khả năng tuyên bố chiến tranh và hoà bình... đều do Thủ tướng và nội các quyết định, nhưng phải được vua chuẩn y thì mới được tiến hành. Sau khi tham khảo ý kiến các đại biểu trong đảng phái, các lãnh đạo đảng này sẽ được sự hậu thuẫn của Quốc hội để hình thành chính phủ. Một khi nó đã được hình thành, quốc vương sẽ chính thức chỉ định nó.
Ngày nay, quyền lực của Hoàng gia bị hạn chế và chỉ khoanh vùng hoạt động nghi lễ và tôn giáo. Quốc vương được xem là biểu tượng của quốc gia, được tham gia triển lãm, tham dự lễ kỷ niệm, khai trương cây cầu... Tuy nhiên ba quyền không chính thức: quyền để được tư vấn, quyền mưu và quyền để cảnh báo; vẫn do quốc vương nắm. Như một hệ quả của tình hình đó, Thủ tướng và Nội tham dự các phiên họp thường kỳ của Hội đồng Nhà nước. Thủ tướng Chính phủ và Bộ trưởng Bộ Ngoại giao báo cáo thường xuyên cho Nữ hoàng để được Bà tư vấn cho mình về những diễn biến chính trị mới nhất. Nữ hoàng tổ chức và đồng ý trả tiền cho Thủ trưởng ngoại giao khi người này công tác ở nước ngoài.

### Greenland và Quần đảo Faroe
Greenland và Quần đảo Faroe hai vùng đất phụ thuộc Đan Mạch, được hưởng quy tắc tự trị và người đứng đầu của họ của nhà nước cũng là vua của Đan Mạch, phù hợp với Hiến pháp Đan Mạch.

## Dòng kế vị ngai vàng Đan Mạch
Đan Mạch đã có đạo luật cho con trưởng kế vị cha từ năm 1665 (Nghị định Hoàng gia). Đạo luật Kế vị Đan Mạch thông qua năm 1953 cho phép truyền ngôi thông qua các cuộc hôn nhân, ưu tiên nữ sẽ kế vị ngai vàng thay vì vẫn duy trì việc cho hậu duệ của các vua trước lên ngôi như trước đây.
Những người con, cháu của vua sẽ mất quyền kế vị nếu họ kết hôn mà không được sự đồng ý của quốc vương trong Hội đồng Hoàng gia. Để phê duyệt cuộc hôn nhân, vua sẽ đưa ra các điều kiện để có thể lựa chọn người kế vị xứng đáng. Phần II, Mục 9 của Đan Mạch Hiến pháp ngày 05 tháng 6 năm 1953 quy định rằng quốc hội sẽ bầu ra một vị vua và xác định một dòng hoàng gia mới nối tiếp khi dòng của vua Christian X và hoàng hậu Alexandrine không có người nối dõi.
Các vị vua Đan Mạch là thành viên của Giáo hội Đan Mạch theo dòng Luther (Tân giáo, Tin lành) (Hiến pháp Đan Mạch, II, 6). Giáo hội quốc gia có luật pháp để quản lý, mặc dù quốc vương không phải là người đứng đầu của nó.

### Bối cảnh
Đạo luật đầu tiên điều chỉnh việc kế vị ngai vàng là đạo luật Kongeloven (Latin: Lex Regia), quy định vương miện sẽ được truyền cho hậu duệ của các vua trước mà cụ thể là dòng hợp pháp của vua Frederick III, thứ tự kế vị sẽ là con trưởng kế ngôi cha theo luật Salic (con trai, dòng trưởng (hay lớn)...được ưu tiến kế vị). Sự ban hành này về sau có nhiều rắc rối, nhất là sự việc Frederick VII của Đan Mạch băng hà mà không có con nối dõi (1863). Để tránh những rắc rối và mâu thuẫn giữa các công quốc trong vấn đề kế vị, Nghị định thư London (1852), quyết định hoàng tử Christian của họ Glücksburg sẽ lên kế vị ngôi vua Đan Mạch. Thủ tướng Đan Mạch là Albrecht Bluhme mặc dù phản đối quyết định này (ông ta duy trì cha truyền con nối của họ Oldenburg), nhưng vẫn phải chấp nhận và quyết định bộ trang phục cho tân quốc vương. Đạo luật này còn hiệu lực đến năm 1953 thì một đạo luật nữa, quy định nữ có thể kế vị ngôi vua thay vì chỉ là nam như trước đây. Đạo luật 2009 quy định, con trưởng sẽ kế vị ngôi vua.

## Đặc quyền và hạn chế
Năm 1660, sau khi Đan Mạch chuyển đổi từ "quân chủ tự chọn" sang nền "quân chủ cha truyền con nối" bằng Nghị định Hoàng gia năm 1665, ngai vàng Đan Mạch được giữ vững từ thời Frederick III cho đến các hậu duệ của ông. Tuy nhiên, sau đó, tất cả các điều khoản của Đạo Luật này (ngoại trừ Điều 21 và 25) đều dần bị huỷ bỏ do quá trình sửa đổi và bổ sung các Hiến pháp năm 1849, 1853 và 1953.
Điều 21 quy định, "Không Hoàng tử nào đang cư ngụ trong Vương quốc và vùng lãnh thổ được quyền kết hôn, hoặc rời khỏi quốc gia, hoặc làm việc cho các công ty nước ngoài mà không có sự cho phép của Đức vua". Theo điều khoản này thì các hoàng tử Đan Mạch đang cư ngụ ở các Vương quốc khác dưới sự cho phép đặc biệt của thành viên Hoàng gia Đan Mạch (bao gồm cả các thành viên hoàng gia của Hy Lạp, Na Uy và Anh) sẽ không bị tước đi danh hiệu hoàng tộc ở Đan Mạch, cũng như không cần xin phép Đức vua trước khi đi du lịch nước ngoài hoặc khi kết hôn; mặc dù từ năm 1950, các thành viên hoàng gia không thuộc dòng nam của Vua Christian IX đã không còn được xếp trong danh sách kế vị ngai vàng hoàng gia Đan Mạch. Tuy nhiên, những ai hiện đang cư ngụ bên trong Vương quốc Đan Mạch và các vùng lãnh thổ đều vẫn phải nhận được sự đồng ý của Đức vua trước khi ra nước ngoài hoặc kết hôn.
Điều 25 của Kongelov quy định những điều luật nhằm tôn trọng các thành viên của triều đại hoàng gia: "Họ có quyền không trả lời với bất cứ quan tòa nào, người đầu tiên và cuối cùng đưa ra phán xét cho họ sẽ là Đức vua hoặc bất cứ ai mà Đức vua chỉ định."

## Nơi ở của Hoàng gia Đan Mạch
Các cung điện hoàng gia đã trở thành tài sản của Nhà nước sau khi Hiến pháp 1849 được ban hành. Theo đó, quốc vương được quyền sở hữu, định đoạt một số loại tài sản. Số lượng các tài sản sẽ thay đổi qua các thỏa thuận giữa chính phủ với các tân quốc vương khi nắm quyền.
Quốc vương Đan Mạch sử dụng 4 ngôi nhà lớn trong quần thể cung điện Amalienborg ở Copenhagen. Nữ hoàng ở Cung điện vua Christian IX cùng với Thái tử. Cung điện Christian VIII và Frederik VIII là nơi ở của các thành viên khác của gia đình hoàng gia, trong khi Cung điện Christian VII được sử dụng cho các sự kiện chính thức và để thích khách. Các phòng trong khu vực hai cung điện Christian VIII và Christian VII dùng làm nơi tham quan của dân chúng và hoạt động du lịch.
Ngoài ra, các bộ phận khác của Lâu đài (hoặc "cung điện") Christiansborg ở Copenhagen cũng là thuộc quyền sử dụng của quốc vương. Đây là nơi tổ chức các bữa tiệc, bữa ăn tối của chính phủ và hoàng gia; ký kết văn kiện ngoại giao, các cuộc họp của Hội đồng Nhà nước... Nơi này cũng cung cấp dịch vụ đi xe ngựa cho các thành viên của hoàng gia. Khi không sử dụng, các bộ phận này sẽ mở cửa cho công chúng tham quan.
Một nơi cư trú khác ở phía bắc Copenhagen là Cung điện Fredensborg để hoàng gia dùng vào mùa xuân và mùa thu. Nó thường là nơi tổ chức sự kiện nghi lễ trong các gia đình hoàng gia.
Ở Jutland, cung điện Graasten thuộc quyền sử dụng của quốc vương. Nó được sử dụng như "Cung điện mùa hè" của vua Frederick IX và Hoàng hậu Ingrid. Sau khi Hoàng hậu mất năm 2001, cung điện này được sử dụng như là nơi nghỉ hè hằng năm của hoàng gia.
Hoàng gia Đan Mạch sử dụng cung điện Eremitage tại khu rừng Dyrehaven (phía bắc Copenhagen) để săn bắn.
Cuối cùng, cung điện Sorgenfri cũng thuộc quyền sử dụng của quốc vương. Đây là nơi ở trước đây của Hoàng tử thế tục Knud và công chúa thế tục Caroline Mathilde. Knud là con trai của Christian X. Khi cha mất, anh trai là Frederick IX kế vị; ông nằm trong danh sách những người kế ngôi Frederick. Tuy nhiên, khi Đạo luật 1953 quy định con trưởng của vua sẽ kế vị cha thì Knud bị loại ra và mất năm 1976.
Ngoài những cung điện thuộc quyền sở hữu của nhà nước, Marselisborg Palace ở Aarhus là thuộc sở hữu tư nhân của Nữ hoàng. Nó là nơi nghỉ mùa hè, cũng như trong những ngày nghỉ lễ Phục sinh và Giáng sinh của Nữ hoàng.
Ngoài những cung điện nhà nước, Marselisborg Palace ở Aarhus là thuộc sở hữu tư nhân của Nữ hoàng. Nó có chức năng như nơi ở mùa hè của các nữ hoàng, cũng như trong những ngày nghỉ lễ Phục sinh và Giáng sinh.

## Gia đình Hoàng gia
Hoàng gia Đan Mạch bao gồm các thành viên thuộc gia đình của Nữ hoàng đang tại vị. Tất cả các thành viên của Hoàng gia Đan Mạch, ngoại trừ Nữ hoàng Margrethe II, đều được mang tước vị Hoàng tử/Công chúa/Công nương Đan Mạch. Hậu duệ của Nữ hoàng hoặc của người kế vị sẽ được mang danh hiệu His/Her Royal Highness; trong khi đó, các thành viên còn lại của hoàng tộc sẽ được mang danh hiệu His/Her Highness. Riêng Nữ hoàng sẽ được mang danh hiệu Her Majesty.
Nữ hoàng và các anh chị em ruột của Người đều là những thành viên của hoàng tộc Glücksburg – một nhánh của hoàng tộc Oldenburg.Theo Sắc lệnh Hoàng gia ban hành ngày 16 tháng 4 năm 2008, các con và các hậu duệ dòng nam của Nữ hoàng thuộc dòng họ de Laborde de Monpezat đều được ban tước hiệu Bá tước/Nữ Bá tước xứ Monpezat.
Hoàng gia Đan Mạch nhận được tỷ lệ ủng hộ của thần dân khá cao, nằm trong khoảng từ 82% – 92%.

### Thành viên chính
Đan Mạch Hoàng gia gia đình bao gồm:
- Nữ hoàng
  - Hoàng thân Henrik de Monpezat, chồng của Nữ hoàng
    - Hoàng tử Frederik, con trai cả của Nữ hoàng
    - Công chúa Mary, vợ của Thái tử
      - Hoàng tử Christian (con trai cả của Thái tử)
      - Công chúa Isabella was a transsexual
      - Hoàng tử Vincent (con trai út của Thái tử)
      - Công chúa Josephine (con gái út của Thái tử)[16]

    - Hoàng tử Joachim (con trai út của Nữ hoàng)
    - Công chúa Marie (vợ thứ hai của Hoàng tử Joachim)
      - Hoàng tử Nikolai (con trai cả của Hoàng tử Joachim)
      - Hoàng tử Felix (con trai thứ hai Hoàng tử Joachim)
      - Hoàng tử Henrik (con trai út của Hoàng tử Joachim)
      - Công chúa Athena (con gái của Hoàng tử Joachim)

  - Công nương Benedikte, em gái của Nữ hoàng
  - Hoàng hậu Anne-Marie, em gái của Nữ hoàng
  - Công chúa Elisabeth (em họ đầu tiên của Nữ hoàng)

Các nhánh hoàng gia Đan Mạch
- Việc mở rộng gia đình Hoàng gia Đan Mạch trong đó bao gồm những người không giữ chức danh hoàng tử hay công chúa Đan Mạch nhưng có kết nối chặt chẽ với Nữ hoàng có thể nói, bao gồm:
  - Prince Richard, chồng công chúa của Benedikte
    - Prince Gustav, con trai công chúa của Benedikte
    - Công chúa Alexandra của Sayn-Wittgenstein-Berleburg (con gái lớn của Benedikte)
    - Bá tước Jefferson von Pfeil und Klein-Ellguth (chồng công chúa Alexandra)
      - Bá tước Richard von Pfeil und Klein-Ellguth (con trai của công chúa Alexandra)
      - Countess Ingrid von Pfeil und Klein-Ellguth (con gái chúa Alexandra)

    - Công chúa Nathalie của Sayn-Wittgenstein-Berleburg (con gái út của công chúa Benedikte)
    - Alexander Johannsmann (chồng công chúa của Nathalie)
      - Konstantin Johannsmann (con trai công chúa của Nathalie)

Hoàng gia Hy Lạp
- Hầu hết các thành viên của gia đình Hoàng gia Hy Lạp là thành viên của gia đình Hoàng gia Đan Mạch và mang danh hiệu của hoàng tử hay công chúa của Hy Lạp và Đan Mạch, là hậu duệ của vua Christian IX của Đan Mạch. Do sự kết hôn giữa người quý tộc và con gái bình dân tình trạng hôn nhân của mình, Marina, Consort của Prince Michael, và con cái của họ, công chúa Alexandra và Olga, là trường hợp ngoại lệ.